# Maranello
Maranello (emilián nyelven Maranèl) község (olaszul comune) Olaszország Emilia-Romagna régiójában, Modena megyében. Nevezetességét az itt található Ferrari-telephelynek köszönheti.

## Fekvése
Modena városától 19 km-re délre fekszik, a Modenai-Appenninek lábánál elterülő síkságon.

## Története
A régészeti feltárások szerint Maranello vidékét már valószínűleg a bronzkorban is lakták. Az első településeket a vidéken valószínűleg a ligurok alapították. A területet i.e. 189 és 179 között a rómaiak foglalták el, akik megépítették a régiót átszelő Via Claudiát. A 20. század végi ásatások során számos római emlék került felszínre, ezek közül a legjelentősebbek Torre delle Oche mellett.
A Maranello név valószínűleg egy, a szomszédos településen (Marano sul Panaro)  megtelepedett családtól (Araldini) származik, akik egy várat építettek a mai településen. A vár körül kialakult falut Maranello Vecchio néven említették.
A településen áthaladt egy fontos történelmi kereskedelmi útvonal, az ún. Via Giardini. Emiatt a település jelentősége fokozatosan növekedett. Az utat III. Ferenc, d’Este hercege 1766-ban kezdte építtetni, annak érdekében, hogy fellendítse a Modenai Hercegség és a Toszkánai Nagyhercegség közötti kereskedelmet.  Maranello egy fontos pihenőhellyé vált eme út mentén. A Via Giardini és az egykori Via Claudia kereszteződésénél alakult ki az új településközpont Maranello Nuovo.

## Demográfia
A népesség számának alakulása:

## Ferrari

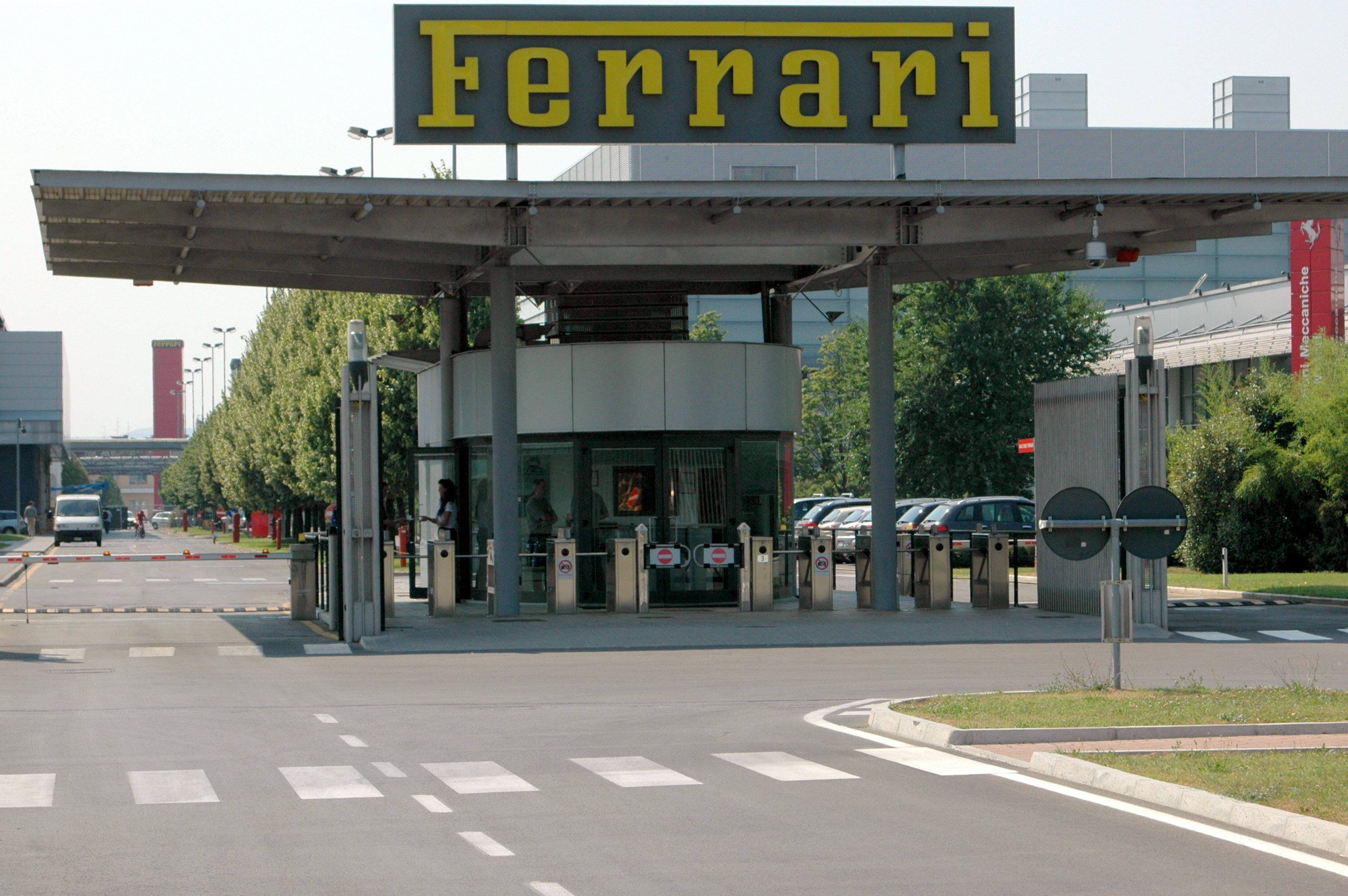
A Ferrari-üzem bejárata

Az 1940-es évek óta, azután, hogy Enzo Ferrari Modenából ide helyezte át, Maranellóban található a Ferrari (akkor még az Alfa Romeo leányvállalata) központja. Kezdetben a Ferrari mellett Maranellóban volt a székhelye az Auto Avio Costruzioni gépgyárnak is, amelyet szintén Enzo Ferrari alapított, amikor az Alfa Romeo megtiltotta neki, hogy saját név alatt autókat gyártson. A településen található a Galleria Ferrari Múzeum, amelyben sport- és versenyautók vannak kiállítva illetve a gyártó által elnyert trófeák.